# Terrain de rugby à XV
 (décembre 2023).
Si vous disposez d'ouvrages ou d'articles de référence ou si vous connaissez des sites web de qualité traitant du thème abordé ici, merci de compléter l'article en donnant les références utiles à sa vérifiabilité et en les liant à la section « Notes et références ».

Schéma d'un terrain de rugby à XV

Le terrain de rugby à XV est une zone gazonnée rectangulaire, comprenant une aire de jeu dont la longueur (de cent mètres) est celles des lignes de touche, et la largeur (de 70 mètres) est celles des lignes de but. De chaque côté de l'aire de jeu, au-delà de la ligne d'en-but, une ligne de ballon mort délimite avec cette dernière la zone d'en-but (de 22 mètres maximum).

## Surface de jeu
La surface du terrain est généralement en herbe ou plus rarement en gazon artificiel. Il est possible de jouer au rugby sur de la neige à condition que la neige et la surface sous la neige ne soient pas dangereuses. Les surfaces dures en permanence, telles que l'asphalte ou le ciment, sont interdites. 

## Dimensions du terrain
Le champ de jeu est un rectangle qui doit mesurer entre 94 mètres et 100 mètres de long, et entre 68 mètres et 70 mètres de large. Aux extrémités de ce champ de jeu figurent les en-buts, zone dans laquelle le ballon doit être aplati pour marquer un essai. Les en-buts doivent mesurer entre 6 mètres et 22 mètres de long. L'ensemble des en-buts et du champ de jeu est appelé aire de jeu : un périmètre de 5 mètres l'entoure.

## Lignes
Le terrain comporte un tracé utilisant deux types de lignes :
- Les lignes pleines qui délimitent des aires de jeu, pour lesquelles s'appliquent des règles particulières (ces lignes font partie des zones qu'elles délimitent : la ligne de touche est en touche, la ligne de but est dans l'en-but, etc.). Seule la ligne de milieu de terrain n'entraîne aucune règle particulière (aucune règle ne voit son champ d'application limité par la ligne médiane. Elle ne sert que pour les remises en jeu, en début de mi-temps ou après des points marqués, en ce sens elle fait office de ligne en pointillés). Au milieu de chaque ligne de but sont implantés des poteaux de 8 mètres de haut, distants l'un de l'autre de 5,60 mètres et supportant une barre transversale à trois mètres du sol.
- Les lignes en pointillés (plus précisément « lignes tiretées »), qui délimitent des zones liées à des remises en jeu.